# Burdinne
Burdinne (en való Beurdéne) és un municipi belga de la província de Lieja en la regió valona, regat pel Burdinale, un afluent del Mehaigne. L'any 2008 tenia gairebé 2900 habitants.

## Nuclis
- Burdinne
- Hannêche
- Lamontzée
- Marneffe
- Oteppe
- Vissoul (fusionat amb Oteppe el 1952)

## Història
El nom del municipi prové del riu Buridinal que el rega. El municipi és el resultat de la fusió dels municipis Burdinne, Hannêche, Lamontzée, Marneffe i Oteppe a l'1 de gener del 1977. Per a la història anterior a la fusió, vegeu els articles referent als nuclis.

## Economia
Burdinne se situa a l'altiplà d'Haspengouw, a l'oest de Lieja un terra fèrtil. La primera activitat del poble va ser l'agricultura. Moltes masies, com la masia castral La Grosse Tour testimonien d'aquest passat. El centre penal de l'escola de Marneffe és un centre d'ocupació important. Des d'un cert temps, Burdinne va desenvolupar el turisme rural.

## Llocs d'interès
- El parc de les valls del Burdinale i del Mehaigne

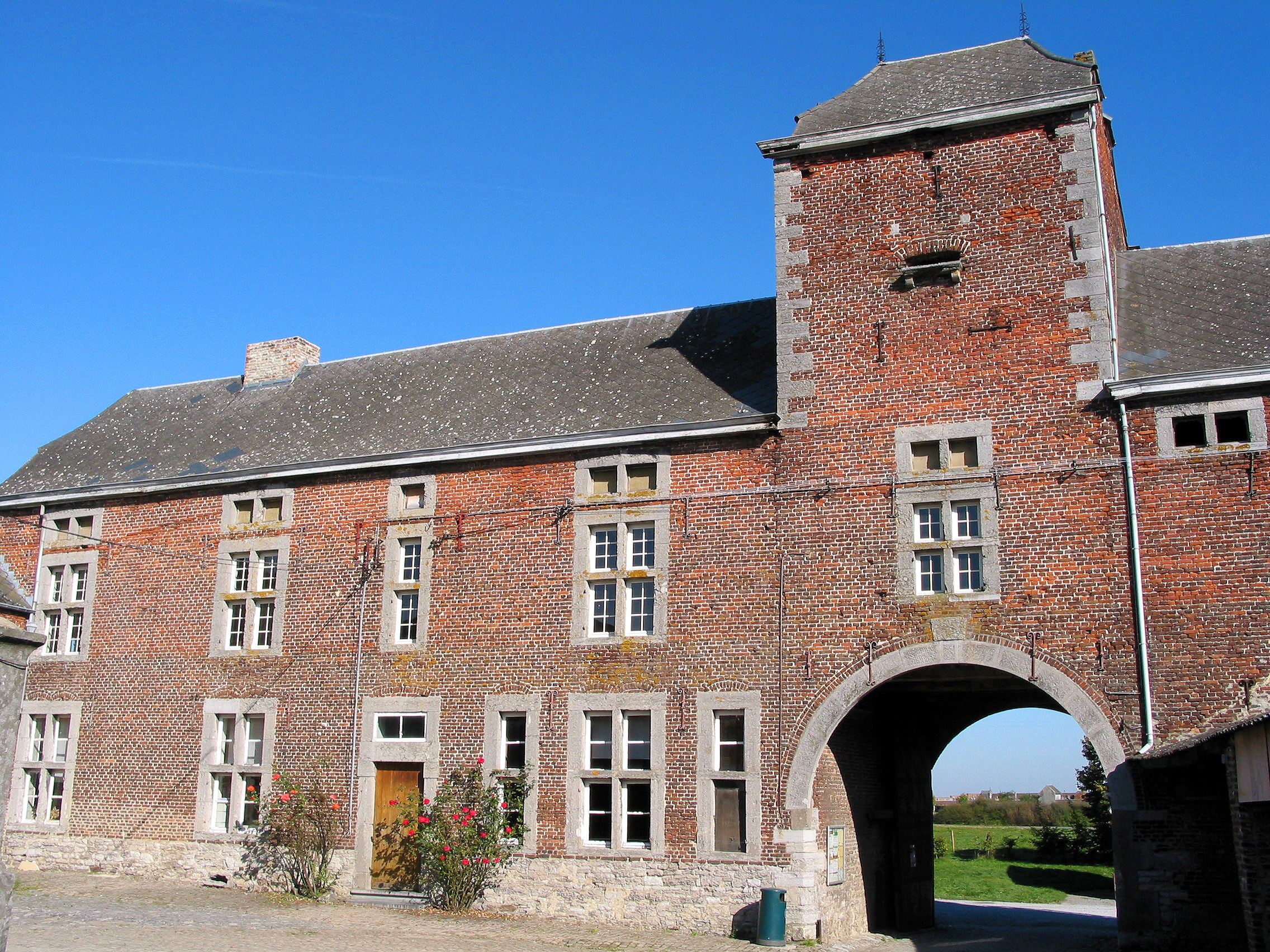
Masia Castral La Grosse Tour
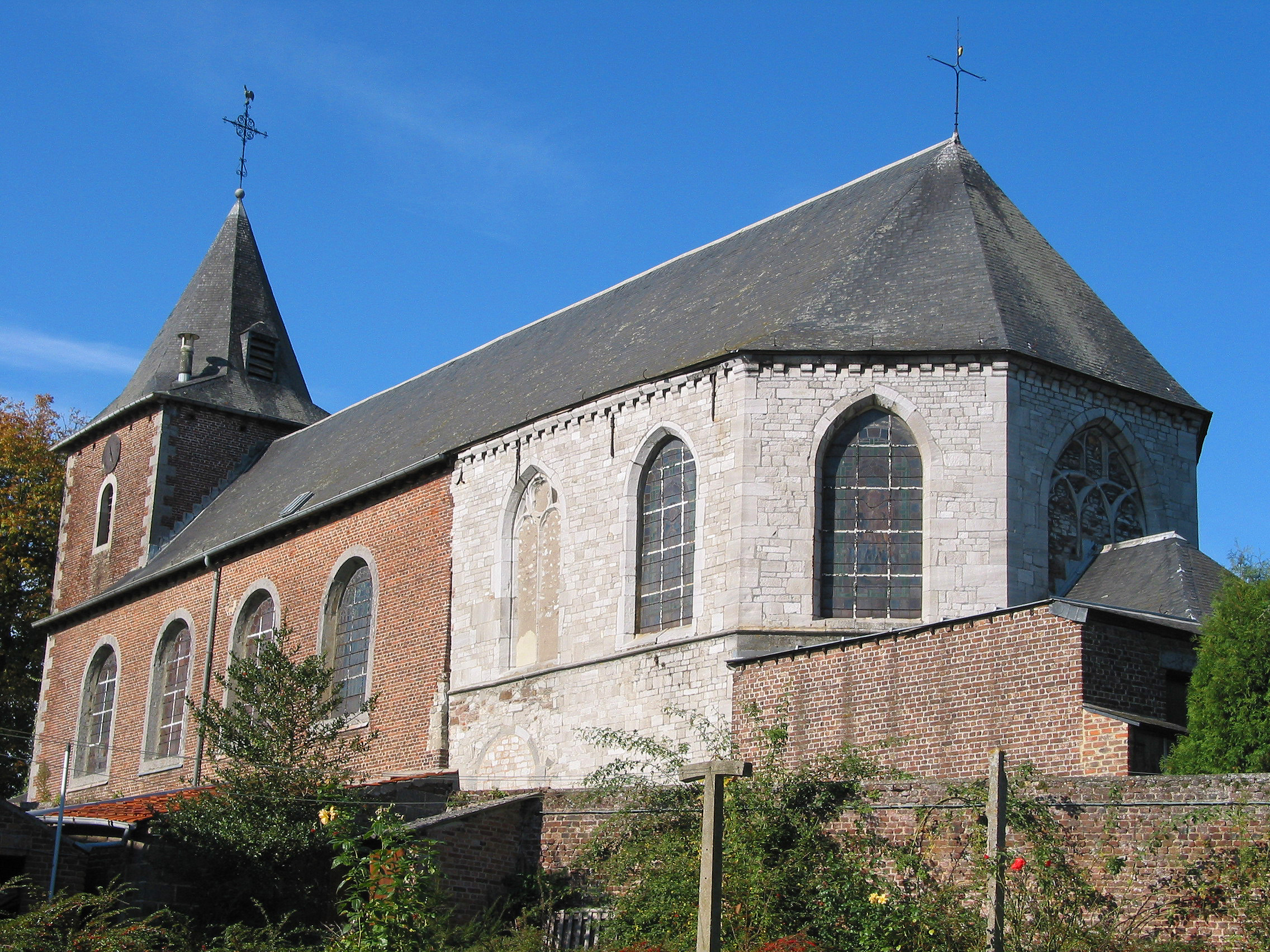
Església de la Nativitat de la Mare de Déu
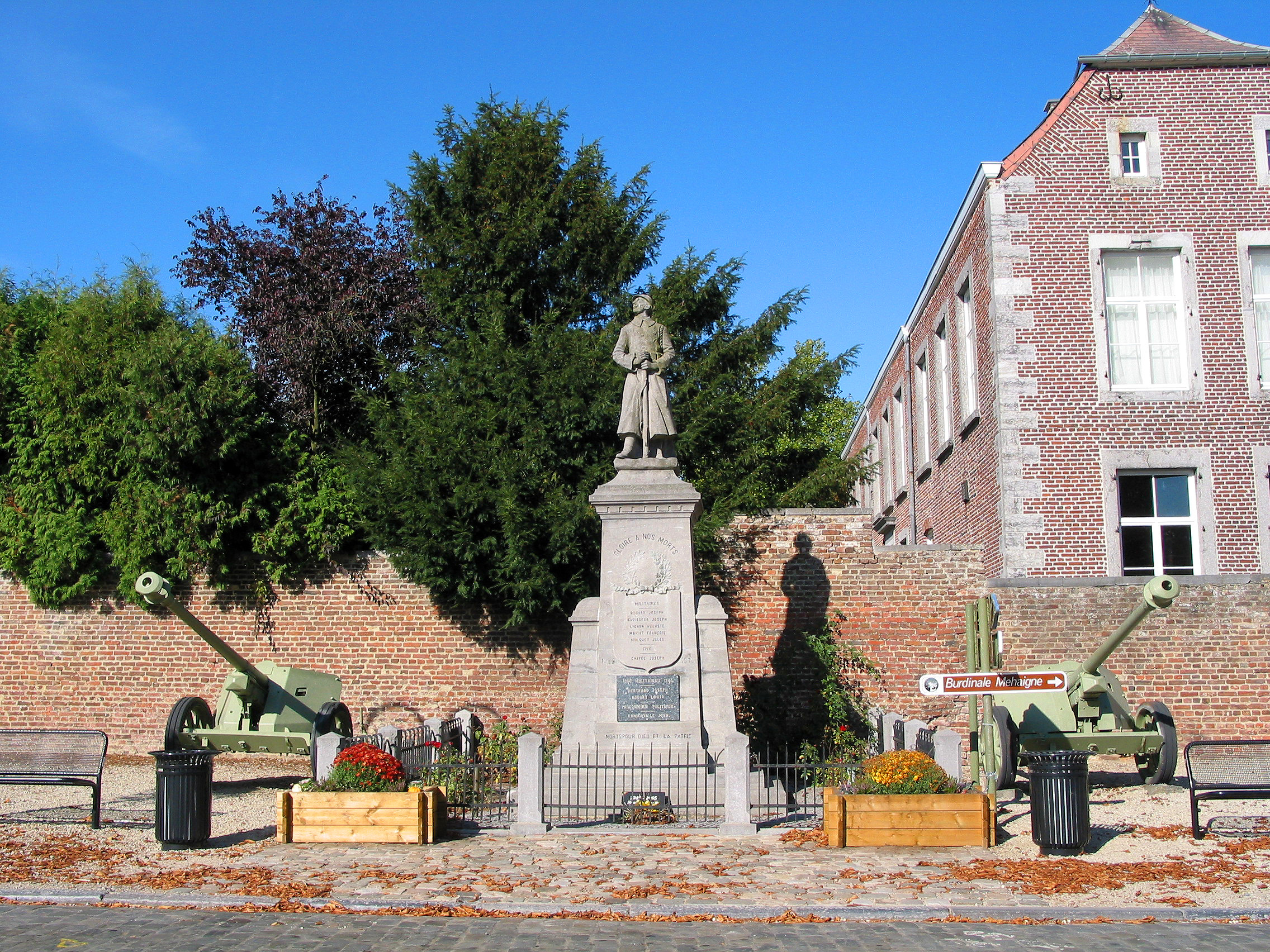
Monuments als caiguts a les guerres mundials
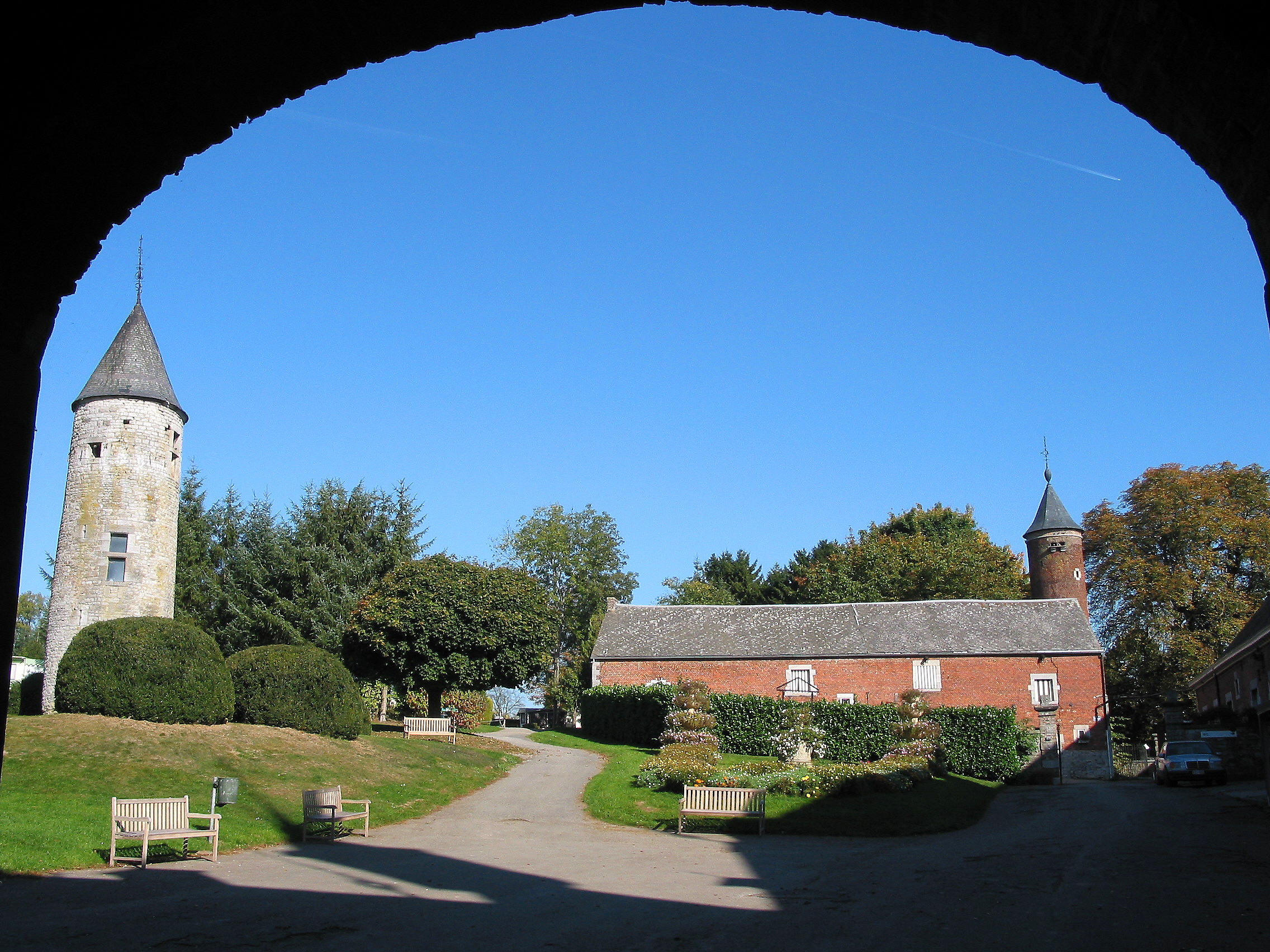
Castell d'Oteppe